# 謝列德尼亞 (卡盧什區)
49°8′52″N 24°31′0″E / 49.14778°N 24.51667°E
謝列德尼亞（烏克蘭語：Середня），是烏克蘭的村落，位於該國西部伊萬諾-弗蘭科夫斯克州，由卡盧什區負責管轄，始建於1437年，面積8.57平方公里，2001年人口442，人口密度每平方公里51.6人。